# Alexander II (staty, Helsingfors)
Alexander II är en staty som ligger på Senatstorget i Helsingfors. Statyn uppfördes år 1894 till minne av Alexander II (1818–1881), som var storfurste av Finland från 1855. Statyn uppfördes på Finlands symboliskt viktigaste plats, mitt på Senatstorget i Helsingfors, och utgör det främsta personmonumentet i Finland.

## Historia
Efter Alexander II:s död i ett attentat år 1881, ordnade ständerna en tävling om ett minnesmärke år 1884. Alla framstående skulptörer i Finland deltog. Johannes Takanen (1849–1885) vann tävlingen med knapp marginal över Walter Runeberg (1838–1920). Prisjuryn ansåg att bägge förslagen hade sina styrkor, de föredrog Takanens kejsare och Runebergs sidofigurer. De beslöt därför att låta skulptörerna utföra uppdraget tillsammans. Efter Takanens död år 1885 färdigställde Runeberg skulpturen.
Alexander II är avbildad i gardesofficersuniform, då han håller talet vid lantdagen i Helsingfors 1863 som han själv hade sammankallat. På stoden står årtalet 1863 inristat. Sidofigurerna symboliserar Lagen (Lex), Ljuset (Lux - Konst och vetenskap), Fred (Pax) och Arbete (Labor). De symboliserar Finlands utveckling under Alexander II:s regeringstid. Lagen framställs som Finlands mö, insvept i björnfäll. Samma figur finns i Walter Runebergs monument över sin far, nationalskalden J.L. Runeberg.
Monumentet avtäcktes under stora festligheter den 29 april 1894. 